# Meteoritenfall Augsburg (952)
Koordinaten: 48° 22′ 0″ N, 10° 53′ 0″ O
Der Meteoritenfall Augsburg im Jahr 952 war ein Impaktereignis in Deutschland.
In diesem Jahr wird der erste Fall eines Meteoriten auf Bayern vermutet. Der Astronom Hermann von Reichenau notierte, Augenzeugen hätten Klumpen glühenden Eisens durch die Luft und einen Drachen herumschweifend gesehen. Doch aufgrund widersprüchlicher Angaben in anderen Quellen bleiben Zweifel.

## Fallberichte
Der deutsche Gelehrte Ernst Florens Friedrich Chladni, fasste die Fallbeschreibungen aus den diversen lateinischen Chroniken 1819 so zusammen: 951 ist ein glühender, von der Westseite gekommener großer Stein bey Augsburg mit Donnerschlägen niedergefallen.
Andere Quellen nennen das Ereignis ebenfalls, allerdings wiederholen sie mehr oder weniger den ersten Bericht. 500 Jahre danach etwa schreibt Albert von Stade (1587): „Ein Stein von erstaunlicher Größe, mit Donner und Tosen vom Himmel geschleudert, bot bei Augsburg vielen Betrachtern ein gewaltiges Schauspiel“ (aus dem Lateinischen übersetzt). Weitere 300 Jahre später beschreibt August Wilhelm Schlegel in seinen „Notizen über einen bei Augsburg herabgefallenen Meteorstein“ den Vorfall ebenfalls. Im Jahr 1814 stellte er fest, dass dieser Steinfall um so mehr Aufsehen machte, da hier viele Fürsten und eine Menge Volks versammelt waren. Es war nach Ostern und der Tag müsste sich ohne Schwierigkeiten ausmitteln lassen.

## Ungereimtheiten

### Falsche Datierung des Reichstages zu Augsburg
Chladni äußerte Zweifel am Wahrheitsgehalt der Meldung: Ihm sei die Construction so zweydeutig, daß es ungewiß erscheint, ob der Stein in Augsburg oder in Italien gefallen sey. Der erste Fallbericht, erschienen rund 80 Jahre nach dem angeblichen Fall in der Chronik des Hermann von Reichenau (1013–1054), datiert das Ereignis ein Jahr zu früh: 

„951 vereinigt sich eine Synode von 25 Bischöfen und ein großer Konvent der Fürsten des ganzen Reiches (Reichstag) bei Augsburg, dahin kommt auch Berengar, um sich König Otto zu ergeben, mit Verkündigung seiner Unterwerfung. Unter anderen bedeutenden Erscheinungen kam ein Feuerstein, gleichsam wie ein Klumpen glühenden Eisens, durch die Luft und ein Drache wurde herumschweifend gesehen (übersetzt aus dem Lateinischen)“

Der Augsburger Reichstag ist historisch eindeutig belegt, er fand im August 952 auf dem Lechfeld statt. Da der Meteorit den ersten Berichten zufolge während des Konvents gesichtet wurde, muss er 952 gefallen sein.